# 坎德里
坎德里（Kandri），是印度马哈拉施特拉邦那格浦尔县的一个城镇。总人口5295（2001年）。

## 人口
该地2001年总人口5295人，其中男性2679人，女性2616人；0—6岁人口685人，其中男351人，女334人；识字率67.69%，其中男性为76.30%，女性为58.87%。